# Mesosa pontianakensis
Mesosa pontianakensis är en skalbaggsart som beskrevs av Stefan von Breuning 1967. Mesosa pontianakensis ingår i släktet Mesosa och familjen långhorningar. Inga underarter finns listade i Catalogue of Life.